# Aclerda oaxacaensis
Aclerda oaxacaensis är en insektsart som beskrevs av Mcconnell 1954. Aclerda oaxacaensis ingår i släktet Aclerda och familjen Aclerdidae. Inga underarter finns listade i Catalogue of Life.